# Остбеверн
Остбеверн (нем. Ostbevern) — община в Германии, в земле Северный Рейн-Вестфалия. Подчиняется административному округу Мюнстер. Входит в состав района Варендорф. Население составляет 10 569 человек (на 31 декабря 2010 года). Занимает площадь 89,65 км².